# Kurixalus odontotarsus
Kurixalus odontotarsus là một loài ếch trong họ Rhacophoridae. Chúng được tìm thấy ở Trung Quốc, Việt Nam, có thể cả Ấn Độ, có thể cả Lào, và có thể cả Myanmar.
Các môi trường sống tự nhiên của chúng là các khu rừng ẩm ướt đất thấp nhiệt đới hoặc cận nhiệt đới, các khu rừng vùng núi ẩm nhiệt đới hoặc cận nhiệt đới, vùng đất ẩm có cây bụi nhiệt đới hoặc cận nhiệt đới, đầm nước ngọt có nước theo mùa, các khu rừng trước đây bị suy thoái nặng nề, và kênh đào và mương rãnh. Loài này đang bị đe dọa do mất môi trường sống.